# تیم ملی فوتبال زیر ۲۰ سال اکوادور
تیم ملی فوتبال زیر ۲۰ سال اکوادور (انگلیسی: Ecuador national under-20 football team) یا تیم ملی فوتبال جوانان اکوادور، نماینده کشور اکوادور در مسابقات فوتبال جوانان آمریکای جنوبی و جهان است که زیر نظر فدراسیون فوتبال اکوادور فعالیت می‌کند.
از افتخارات این تیم می‌توان به کسب مقام قهرمانی در مسابقات فوتبال جوانان آمریکای جنوبی ۲۰۱۹ و کسب مقام سوم در جام جهانی فوتبال زیر ۲۰ سال ۲۰۱۹ اشاره کرد.